# Diocesi di Kasese
La diocesi di Kasese (in latino Dioecesis Kasesensis) è una sede della Chiesa cattolica in Uganda suffraganea dell'arcidiocesi di Mbarara. Nel 2021 contava 428.000  battezzati su 795.400 abitanti. È retta dal vescovo Acquirino Francis Kibira.

## Territorio
La diocesi comprende il distretto di Kasese nella regione Occidentale dell'Uganda.
Sede vescovile è la città di Kasese, dove si trova la cattedrale dell'Assunzione di Maria Vergine.
Il territorio si estende su 3.205 km² ed è suddiviso in 12 parrocchie.

## Storia
La diocesi è stata eretta il 6 marzo 1989 con la bolla Uti eo facilius di papa Giovanni Paolo II, ricavandone il territorio dalla diocesi di Fort Portal.
Originariamente suffraganea dell'arcidiocesi di Kampala, il 2 gennaio 1999 è entrata a far parte della provincia ecclesiastica dell'arcidiocesi di Mbarara.

## Cronotassi dei vescovi
Si omettono i periodi di sede vacante non superiori ai 2 anni o non storicamente accertati.
- Egidio Nkaijanabwo (6 marzo 1989 - 15 aprile 2014 ritirato)
- Acquirino Francis Kibira, dal 15 aprile 2014

## Statistiche
La diocesi nel 2021 su una popolazione di 795.400 persone contava 428.000 battezzati, corrispondenti al 53,8% del totale.
| anno | popolazione | popolazione | popolazione | presbiteri | presbiteri | presbiteri | presbiteri                | diaconi | religiosi | religiosi | parrocchie |
| anno | battezzati  | totale      | %           | numero     | secolari   | regolari   | battezzati per presbitero | diaconi | uomini    | donne     | parrocchie |
| ---- | ----------- | ----------- | ----------- | ---------- | ---------- | ---------- | ------------------------- | ------- | --------- | --------- | ---------- |
| 1990 | 114.822     | 376.400     | 30,5        | 20         | 13         | 7          | 5.741                     |         | 10        | 12        | 6          |
| 1999 | 137.800     | 361.115     | 38,2        | 24         | 18         | 6          | 5.741                     |         | 8         | 24        | 6          |
| 2000 | 138.805     | 357.075     | 38,9        | 27         | 18         | 9          | 5.140                     |         | 13        | 24        | 7          |
| 2001 | 150.301     | 388.906     | 38,6        | 27         | 18         | 9          | 5.566                     |         | 13        | 27        | 7          |
| 2002 | 154.119     | 394.654     | 39,1        | 27         | 20         | 7          | 5.708                     |         | 11        | 27        | 7          |
| 2003 | 162.631     | 407.695     | 39,9        | 27         | 21         | 6          | 6.023                     |         | 11        | 31        | 7          |
| 2004 | 201.248     | 466.995     | 43,1        | 27         | 21         | 6          | 7.453                     |         | 11        | 31        | 7          |
| 2006 | 216.052     | 491.000     | 44,0        | 30         | 27         | 3          | 7.201                     |         | 8         | 33        | 7          |
| 2007 | 221.285     | 508.000     | 43,6        | 32         | 29         | 3          | 6.915                     | 2       | 8         | 33        | 7          |
| 2013 | 303.402     | 632.000     | 48,0        | 41         | 39         | 2          | 7.400                     |         | 7         | 36        | 9          |
| 2016 | 366.410     | 724.726     | 50,6        | 45         | 42         | 3          | 8.142                     |         | 7         | 41        | 10         |
| 2019 | 402.255     | 747.572     | 53,8        | 55         | 54         | 1          | 7.313                     |         | 2         | 45        | 12         |
| 2021 | 428.000     | 795.400     | 53,8        | 70         | 67         | 3          | 6.114                     |         | 3         | 44        | 12         |